# شوجی ماتسونو
شوجی ماتسونو (انگلیسی: Shuji Matsuno؛ زادهٔ ۱۱ سپتامبر ۱۹۶۳) بدمینتون‌باز اهل ژاپن بود.